# جوكهانغ
جوكهانغ هو معبد بوذي يقع في لاسا عاصمة منطقة التبت ذاتية الحكم في الصين. تم بنائه في القرن السابع وفي عام 2000 أدرجته اليونسكو كموقع تراث عالمي.